# Action Cycling Team/Saison 2011
Dieser Artikel listet Erfolge und Mannschaft des Radsportteams Action Cycling Team in der Saison 2011 auf.

## Erfolge in der Asia Tour
In der Saison 2011 wurden folgende Erfolge in der UCI Asia Tour erzielt.
| Datum        | Rennen                                 | Kat. | Fahrer        |
| ------------ | -------------------------------------- | ---- | ------------- |
| 2. September | Taiwanesischer Meister – Straßenrennen | NC   | Chun Kai Feng |

## Abgänge-Zugänge
| Zugänge          | Team 2010 | Abgänge                       | Team 2011 |
| ---------------- | --------- | ----------------------------- | --------- |
| Ting Chuan Chang | Neoprofi  | Chien Ting Chen               | Unbekannt |
| Chia Chun Chen   | Neoprofi  | Wei Chieh Liu                 | Unbekannt |
| Yung Yi Fan      | Neoprofi  | Shih Chang Huang (bis 31.07.) | Unbekannt |

## Mannschaft
| Name             | Geburtstag         | Nationalität      |
| ---------------- | ------------------ | ----------------- |
| Ting Chuan Chang | 18. September 1992 | Chinesisch Taipeh |
| Chia Chun Chen   | 27. Mai 1991       | Chinesisch Taipeh |
| Ssu Han Chiang   | 29. September 1989 | Chinesisch Taipeh |
| Yung Yi Fan      | 22. Mai 1978       | Chinesisch Taipeh |
| Po Hao Fang      | 24. März 1990      | Chinesisch Taipeh |
| Chun Kai Feng    | 2. November 1988   | Chinesisch Taipeh |
| Shih Hsin Hsiao  | 3. April 1990      | Chinesisch Taipeh |
| Wei Cheng Lee    | 3. Juli 1985       | Chinesisch Taipeh |
| Kun Hung Lin     | 30. August 1981    | Chinesisch Taipeh |
| Chun Liang Pan   | 17. September 1991 | Chinesisch Taipeh |
| Chung Yu Tsai    | 28. September 1988 | Chinesisch Taipeh |

## Platzierungen in UCI-Ranglisten
UCI Asia Tour 2011
|      | Fahrer          | Punkte |
| ---- | --------------- | ------ |
| 188. | Wei Cheng Lee   | 12     |
| 333. | Shih Hsin Hsiao | 2      |